# Saint-Denis-sur-Sarthon
Saint-Denis-sur-Sarthon és un municipi francès situat al departament de l'Orne i a la regió de Normandia. L'any 2007 tenia 1.163 habitants.

## Demografia

### Població
El 2007 la població de fet de Saint-Denis-sur-Sarthon era de 1.163 persones. Hi havia 472 famílies de les quals 112 eren unipersonals (40 homes vivint sols i 72 dones vivint soles), 184 parelles sense fills, 140 parelles amb fills i 36 famílies monoparentals amb fills.
La població ha evolucionat segons el següent gràfic:
Habitants censats

### Habitatges
El 2007 hi havia 539 habitatges, 479 eren l'habitatge principal de la família, 21 eren segones residències i 39 estaven desocupats. 488 eren cases i 50 eren apartaments. Dels 479 habitatges principals, 340 estaven ocupats pels seus propietaris, 132 estaven llogats i ocupats pels llogaters i 7 estaven cedits a títol gratuït; 14 tenien una cambra, 28 en tenien dues, 96 en tenien tres, 112 en tenien quatre i 229 en tenien cinc o més. 333 habitatges disposaven pel capbaix d'una plaça de pàrquing. A 202 habitatges hi havia un automòbil i a 228 n'hi havia dos o més.

### Piràmide de població
La piràmide de població per edats i sexe el 2009 era:
| Homes | Edats   | Dones |
| ----- | ------- | ----- |
| 0     | 95 o +  | 1     |
| 0     | 90 a 94 | 5     |
| 1     | 85 a 89 | 4     |
| 5     | 80 a 84 | 3     |
| 20    | 75 a 79 | 19    |
| 28    | 70 a 74 | 42    |
| 43    | 65 a 69 | 37    |
| 18    | 60 a 64 | 34    |
| 15    | 55 a 59 | 26    |
| 42    | 50 a 54 | 22    |
| 47    | 45 a 49 | 43    |
| 34    | 40 a 44 | 28    |
| 45    | 35 a 39 | 57    |
| 48    | 30 a 34 | 39    |
| 36    | 25 a 29 | 29    |
| 20    | 20 a 24 | 26    |
| 33    | 15 a 19 | 26    |
| 32    | 10 a 14 | 27    |
| 46    | 5 a 9   | 30    |
| 27    | 0 a 4   | 41    |

## Economia
El 2007 la població en edat de treballar era de 717 persones, 519 eren actives i 198 eren inactives. De les 519 persones actives 484 estaven ocupades (255 homes i 229 dones) i 35 estaven aturades (19 homes i 16 dones). De les 198 persones inactives 72 estaven jubilades, 49 estaven estudiant i 77 estaven classificades com a «altres inactius».

### Ingressos
El 2009 a Saint-Denis-sur-Sarthon hi havia 462 unitats fiscals que integraven 1.101,5 persones, la mediana anual d'ingressos fiscals per persona era de 16.436 €.

### Activitats econòmiques
Dels 39 establiments que hi havia el 2007, 1 era d'una empresa alimentària, 1 d'una empresa de fabricació d'altres productes industrials, 9 d'empreses de construcció, 9 d'empreses de comerç i reparació d'automòbils, 1 d'una empresa de transport, 5 d'empreses d'hostatgeria i restauració, 3 d'empreses financeres, 1 d'una empresa immobiliària, 4 d'empreses de serveis, 4 d'entitats de l'administració pública i 1 d'una empresa classificada com a «altres activitats de serveis».
Dels 10 establiments de servei als particulars que hi havia el 2009, 1 era una oficina de correu, 3 oficines bancàries, 1 paleta, 2 guixaires pintors, 1 fusteria, 1 electricista i 1 perruqueria.
Dels 4 establiments comercials que hi havia el 2009, 1 era una gran superfície de material de bricolatge, 1 una botiga de menys de 120 m², 1 una fleca i 1 una joieria.
L'any 2000 a Saint-Denis-sur-Sarthon hi havia 19 explotacions agrícoles que ocupaven un total de 981 hectàrees.

## Equipaments sanitaris i escolars
L'únic equipament sanitari que hi havia el 2009 era una farmàcia.
El 2009 hi havia una escola elemental integrada dins d'un grup escolar amb les comunes properes formant una escola dispersa.

## Poblacions més properes
El següent diagrama mostra les poblacions més properes.